# Karlheinz Smieszek
Karlheinz Smieszek, né le 5 août 1948 à Kitzingen, est un tireur sportif ouest-allemand des années 1970.

## Palmarès
Karlheinz Smieszek remporte la médaille d'or aux Jeux olympiques d'été de 1976 à Montréal au tir à la carabine couché à 50 mètres, égalant le record du monde avec 599 points.